# Coloanele sfinților Marcu și Teodor
Coloanele sfinților Marcu și Teodor (în italiană Colonne di San Marco e San Tòdaro) sau coloanele din piața San Marco a Veneției, sunt două coloane mari din marmură și granit, amplasate la intrarea în piața San Marco dinspre dig (molo) și bazinul San Marco. Deasupra lor se află statui ale sfinților patroni ai orașului: Sf. Evanghelist Marcu, în forma tradițională de leu și San Tòdaro (numele venețian al bizantinului Sfântul Teodor din Amasia).

## Caracteristici
Cele două coloane, împreună cu malurile Palatului Dogilor și al Bibliotecii Marciana, constituie intrarea monumentală în piață pentru cei care vin de pe mare. Au fost construite de Nicolò Barattiero în timpul domniei dogelui Sebastiano Ziani (1172-1178), când piața a fost extinsă și reorganizată. Coloanele uriașe, transportate din Orient ca pradă de război, trebuiau să fie inițial trei, dar cea de-a treia s-a pierdut, împreună cu nava care o transporta în timpul debarcării. Coloana s-a scufundat adânc în mălul de pe fundul mării, astfel că "fiind căutată timp de douăzeci de ani după scufundare de un maestru special desemnat, prin pipăirea fundului mării, nu s-a putut găsi în nici un fel."
Coloana care se află pa partea dinspre Palatul Ducal conține leul înaripat, simbol al Sf. Marcu, care este începând din anul 862 sfânt patron și simbol al orașului și al statului venețian. Este o sculptură de bronz foarte veche, probabil inițial o himeră, căreia i s-au adăugat mai târziu aripi.
Pe partea dinspre bibliotecă se află statuia Sf. Teodor, sfânt bizantin și războinic, primul protector al orașului, reprezentat în marmură în timp ce ucidea un balaur. Sculptura este o copie a originalului expus la intrarea în Palatul Ducal. La baza ambelor coloane se află reprezentări ale meseriilor.
Sub coloane, în Evul Mediu și în perioada renascentistă, au fost plasate atelierele de lucru a lemnăriei, iar de la mijlocul secolului al XVIII-lea spațiul dintre cele două coloane a fost destinat să devină locul execuțiilor capitale, astfel încât persistă încă în rândul populației locale superstiția de a nu trece prin spațiul liber dintre coloane. De aici derivă expresia venețiană: "Te fasso vedar mi, che ora che xe" (O să-ți arăt eu ce oră este), derivată din faptul că cei condamnați la moarte, cu spatele la bazinul San Marco, ultimul lucru pe care-l vedeau fiind turnul cu ceas. Spațiul dintre cele două coloane a fost, de asemenea, singura "zona franca", în care se puteau organiza în mod legal jocuri de noroc, privilegiu acordat lui Nicolò Barattiero (sau Barattieri) care a fost capabil să găsească o modalitate de a permite ridicarea structurilor grele de pe sol: prin utilizarea de frânghii groase care erau fixate la capătul unei coloane, iar apoi scufundate în apă, exercitând astfel o tracțiune puternică care a permis ridicarea cu câțiva centimetri și alunecarea peste penele de lemn, constructorul din Bergamo, care se distinsese deja în construcția Campanilei San Marco, a realizat astfel activitatea de ridicare a coloanelor grele fără a le deteriora. Ca răsplată i s-a acordat dreptul exclusiv de a organiza jocuri de noroc la baza celor două coloane, ceea ce i-a permis să se îmbogățească. 

## Imagini

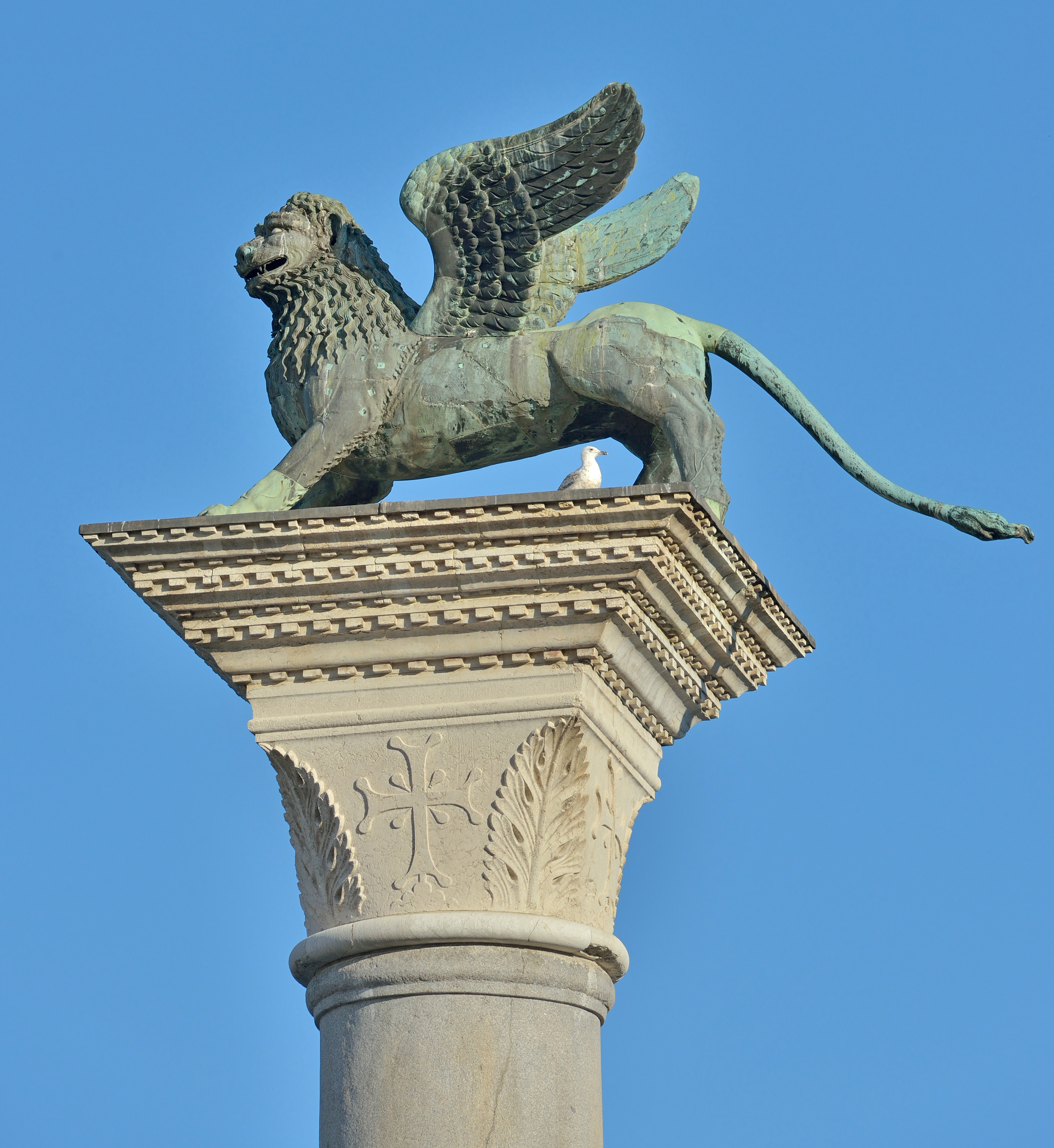
Leul Sfântului Marcu
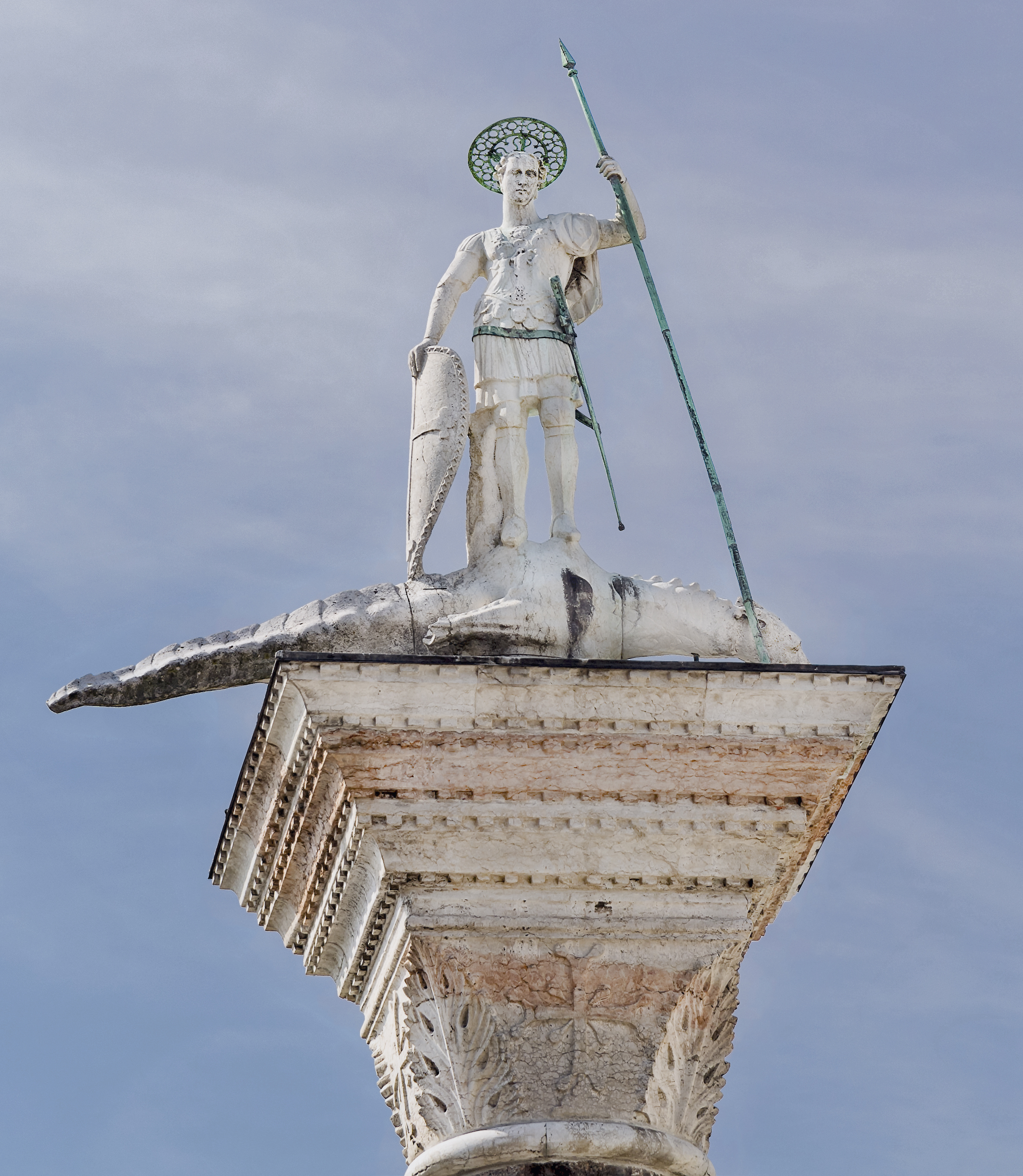
Statuia Sf. Teodor